# Rödlöga
Rödlöga es un conjunto de islotes en las afueras del archipiélago de Estocolmo en el país europeo de Suecia. La isla principal estuvo permanentemente habitada desde el siglo XVIII hasta la década de 1970, cuando el último residente permanente, Nordström George, murió. Rödlöga es hoy un lugar reconocido para la práctica del canotaje en vacaciones y tiene la tienda de comestibles más remota en la región.